# Homonota
Homonota – rodzaj jaszczurek z rodziny Phyllodactylidae.

## Zasięg występowania
Rodzaj obejmuje gatunki występujące w Ameryce Południowej (Boliwia, Brazylia, Paragwaj, Urugwaj i Argentyna).

## Systematyka
Rodzaj zdefiniował w 1845 roku angielski zoolog John Edward Gray w publikacji własnego autorstwa poświęconej spisowi okazów jaszczurek ze zbiorów Muzeum Brytyjskiego. Gatunkiem typowym jest (oznaczenie monotypowe) Homonota darwinii.

### Etymologia
- Homonota: gr. ὁμως homōs ‘wspólny, złączony, ten sam, podobny’[7]; -νωτος -nōtos ‘-tyły, -grzbiety’, od νωτον nōton ‘tył, grzbiet’[8].
- Cubina i Cubinia: etymologia nieznana, Gray nie podał wyjaśnienia nazwy rodzajowej[2][3]. Gatunek typowy: Gymnodactylus fasciatus Duméril & Bibron, 1836.
- Wallsaurus: Frank Wall (1868−1950), brytyjski herpetolog; gr. σαυρος sauros ‘jaszczurka’[9]. Gatunek typowy: Gymnodactylus horridus Burmeister, 1861.

### Podział systematyczny
Do rodzaju należą następujące gatunki: 
- Homonota andicola Cei, 1978
- Homonota borellii (Peracca, 1897)
- Homonota chelemini Morando, Sánchez, Vrdoljak, Pérez, Sites & Ávila, 2025
- Homonota darwinii Boulenger, 1885
- Homonota fasciata (Duméril & Bibron, 1836)
- Homonota horrida (Burmeister, 1861)
- Homonota itambere Cabral & Cacciali, 2021
- Homonota marthae Cacciali, Morando, Ávila & Köhler, 2018
- Homonota rupicola Cacciali, Ávila & Bauer, 2007
- Homonota septentrionalis Cacciali, Morando, Medina, Köhler, Motte & Ávila, 2017
- Homonota taragui Cajade, Etchepare, Falcione, Barrasso & Álvarez, 2013
- Homonota underwoodi Kluge, 1964
- Homonota uruguayensis (Vaz-Ferreira & Sierra de Soriano, 1961)
- Homonota whitii Boulenger, 1885
- Homonota williamsii Ávila, Pérez, Minoli & Morando, 2012
- Homonota xiru Malleret, Pisetta, Fagundes & Verrastro, 2023